# Puente del Bicentenario Intendente Mugnaini
El puente Bicentenario - "Intendente Dr. Julio Humberto Mugnaini”  es un puente atirantado inaugurado el 25 de mayo de 2010 como parte del programa de infraestructuras nacionales para el Bicentenario, se encuentra ubicado en la ciudad de Río Cuarto, Argentina. El puente fue licitado por la Dirección Provincial de Vialidad de Córdoba y financiado por la Dirección Nacional de Vialidad .

## Características
Se trata de un puente atirantado 313 m de largo, con tablero de Hormigón postesado y pilones metálicos. La luz central es de 110 m y las luces laterales son de 50,50 m. El tablero, suspendido mediante 40 cables tensores, tiene 18,6 m de ancho y en él se disponen cuatro carriles vehiculares y dos veredas peatonales.